# Agenouillement de Willy Brandt à Varsovie

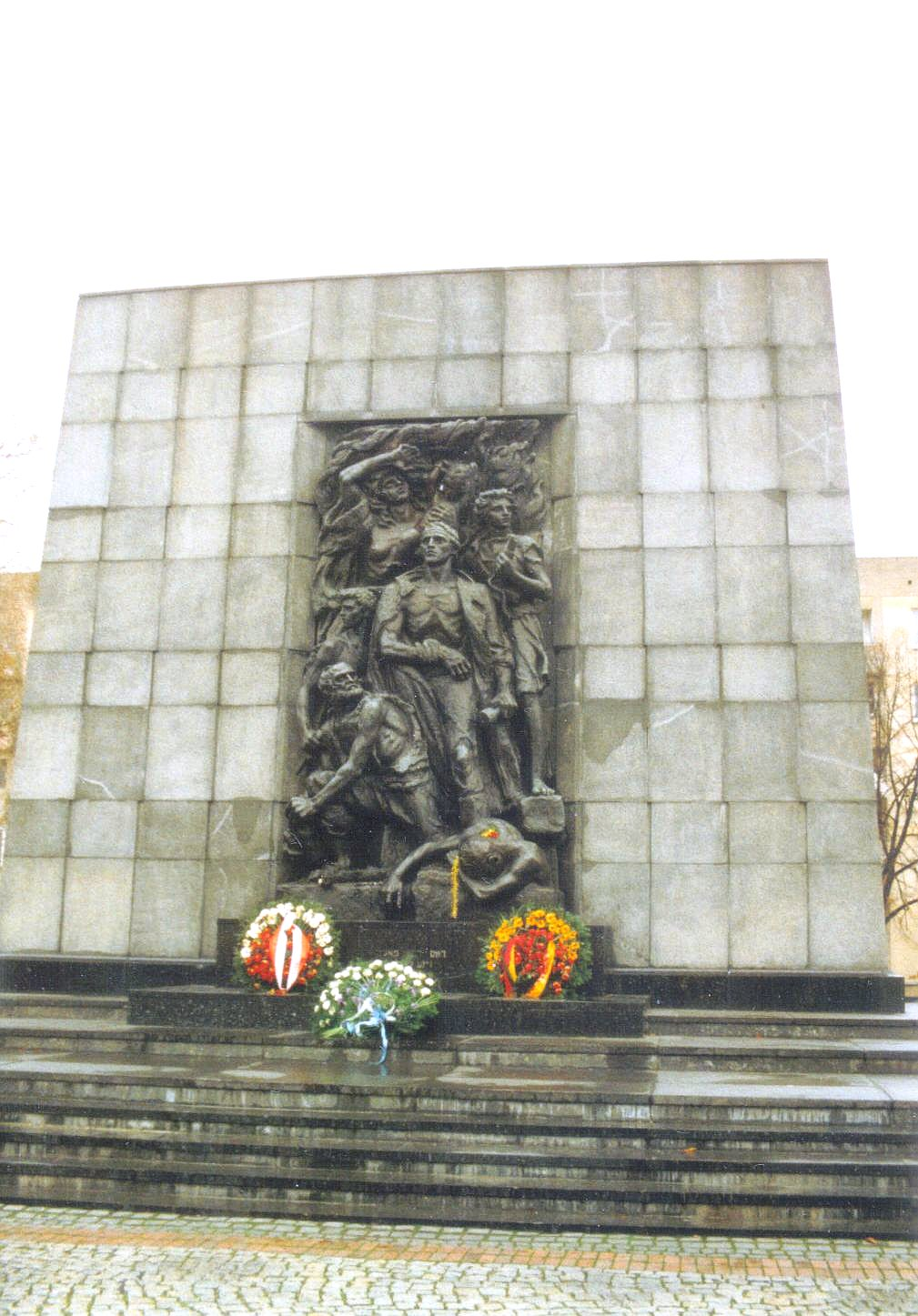
Le monument aux héros du ghetto à Varsovie.

L'agenouillement de Willy Brandt à Varsovie (Kniefall von Warschau en allemand, génuflexion de Varsovie) a lieu le 7 décembre 1970, jour de la signature de l'accord de Varsovie entre la République populaire de Pologne et la République fédérale d'Allemagne.
Willy Brandt s’agenouille devant le mémorial des morts du ghetto de Varsovie, ghetto où furent entassés 450 000 juifs et dont l'insurrection en 1943 fut réprimée sauvagement par les nazis. En faisant ce geste, le chancelier allemand demande pardon pour les crimes allemands de la Seconde Guerre mondiale. Mais l'objectif est également la reconnaissance de la frontière Oder-Neisse qui sépare depuis 1945 l'Allemagne (de l'Est) de la Pologne. Le geste de Willy Brandt étonne, est très discuté en Allemagne mais contribue considérablement à son image et à celle de la République fédérale à l'étranger. Il reçoit le prix Nobel de la paix en 1971 (une première pour un Allemand depuis la guerre) pour cette action symbolique et plus généralement pour sa participation à l'Ostpolitik (une politique de rapprochement avec le bloc communiste très critiquée en Allemagne).

## Contexte
Lors de ce voyage en décembre 1970, Willy Brandt est le premier chancelier allemand à venir en voyage officiel en Pologne depuis la Seconde Guerre mondiale. Cette visite est donc un événement, plus de 30 ans après l'invasion du pays par les troupes d'Hitler.
En 1939, l'Allemagne et la Russie ont conclu un accord secret, le pacte germano-soviétique. Ils sont convenus de la division de la Pologne. Une manœuvre insidieuse, l'Allemagne ayant préalablement promis aux Polonais de ne pas les attaquer.
Le 1er septembre 1939, les soldats allemands franchissent les frontières du pays. Ils renversent la Pologne, occupent les villes et massacrent presque toute la population juive. Dans le sud de la Pologne, près de la ville d'Oświęcim, ils construisent le camp de concentration d'Auschwitz, où plus d'un million de personnes sont tuées. C'est l'un des principaux camps de concentration en Pologne.
À la suite de la chute du régime nazi, en 1945, lors de la Conférence de Potsdam, les frontières de l'Allemagne sont repoussées vers l'Ouest jusqu'à la ligne Oder-Neisse, ce qui signifie que beaucoup d'Allemands vivent maintenant dans la région polonaise. La Pologne ne veut plus des Allemands, et la population allemande vivant désormais en terre polonaise est expulsée jusqu'à la nouvelle frontière. La marche forcée fait de nombreuses victimes car sur le chemin de l'Ouest, beaucoup meurent de faim et d'épuisement. Cela crée un grave contentieux entre les deux pays, au point que l'Allemagne fédérale avait toujours refusé de reconnaître ses nouvelles frontières.
Le voyage de Willy Brandt est donc l'occasion, via le traité de Varsovie, de mettre fin à ce contentieux.
Willy Brandt était auparavant en URSS et avait négocié le traité de Moscou. Les deux États s'engagent à résoudre les conflits par des moyens pacifiques. En outre, Brandt rétablit les premiers contacts officiels avec la RDA.

## Les faits

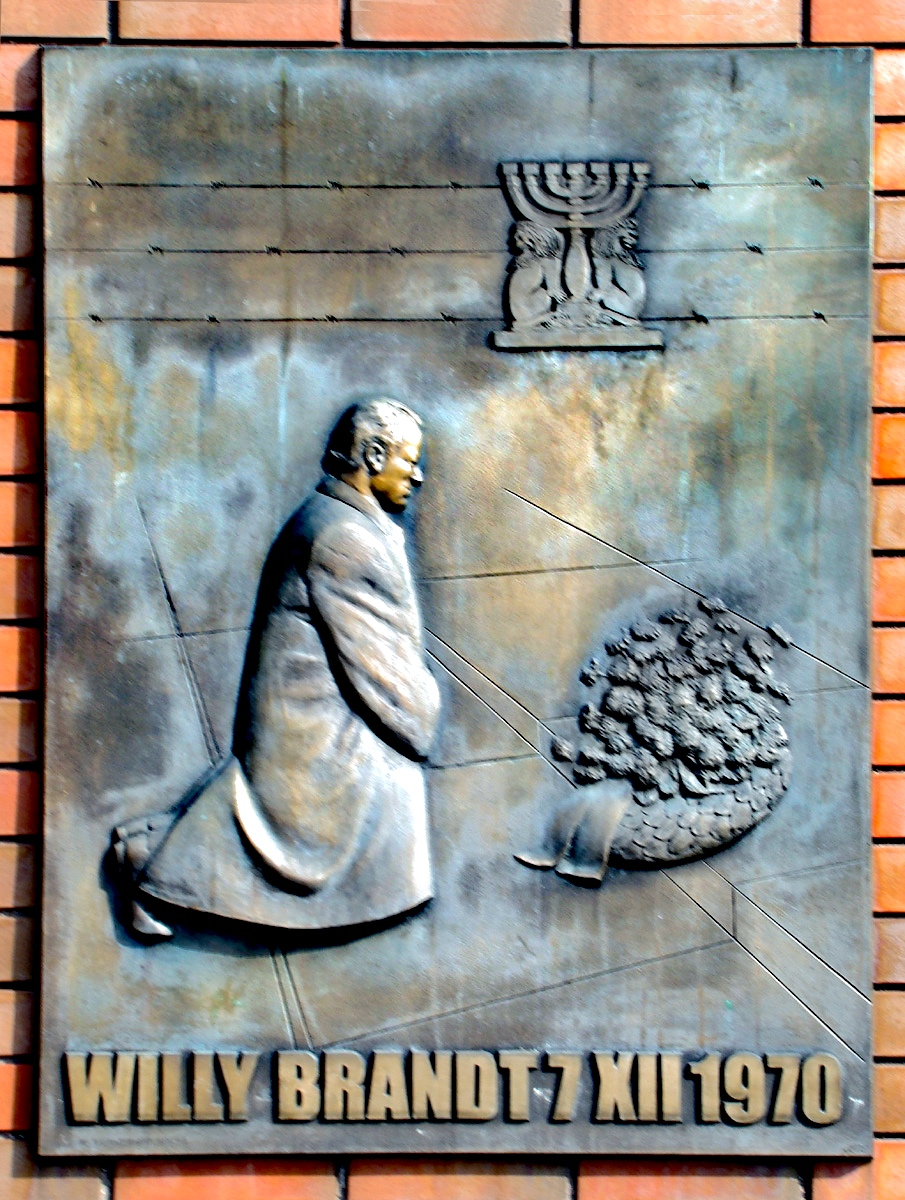
Plaque du monument de la place Willy-Brandt à Varsovie.

Cet événement survient lors de la visite du chancelier Brandt en décembre 1970 dans ce qui était alors la République populaire de Pologne communiste. Brandt se rend le 7 décembre au monument qui commémore les victimes juives du soulèvement du ghetto de Varsovie contre les nazis. Après avoir déposé une gerbe, Brandt se recule pour se recueillir quelques instants et soudain s'agenouille sur les marches. Il reste silencieusement dans cette position pendant une demi-minute, entouré par un nombre important de dignitaires et de journalistes.
Beaucoup de personnes se sont demandé si ce geste était prémédité ou spontané. Willy Brandt dira plus tard qu’il avait su, sur le chemin vers le monument, que « cette fois, ça ne serait pas comme lors d’un dépôt ordinaire de gerbe, juste en inclinant la tête. » Il dira aussi : « J’ai fait ce que font les hommes quand les mots font défaut. » Cette image qui fait le tour du monde devient le symbole de la réconciliation entre l’Allemagne et la Pologne.

## Réactions et effet immédiat
À la suite de l'action inattendue de Willy Brandt, les premières réactions apparaissent.
La scène provoque des polémiques en Allemagne. Les conservateurs, qui rejettent l'Ostpolitik et la reconnaissance des frontières d'après-guerre vécue comme une humiliation, parlent de « trahison ».
Un sondage du magazine Der Spiegel effectué peu après auprès des Allemands révèle que 48 % des personnes interrogées avaient trouvé la génuflexion exagérée, 41 % convenable et 11 % n'avaient pas d'opinion. Seuls les plus jeunes le soutiennent. Pour la génération de 68, Willy Brandt incarne une rupture avec l'Allemagne d'après-guerre.
En effet, une semaine après l’événement, Hermann Schreiber, qui était présent, écrit dans le célèbre journal d'investigation allemand Der Spiegel, un article entier dédié à l'action du chancelier. Il est intitulé « une partie de retour aux sources » (Ein Stück Heimkehr en allemand), et il y décrit le déroulement de la commémoration du mémorial par Willy Brandt. Il y pose la question fondamentale : Pouvait-il s'agenouiller ? Mais également d'autres questions que beaucoup d'Allemands se posent, il écrit :

« En second lieu, Willy Brandt, hors de tout doute, est l'un des Allemands qui n'ont même pas la moindre raison de se sentir responsable de l'extermination du ghetto de Varsovie, de l'invasion de la Pologne par Hitler — et tout ce qui en a résulté. Il n'a même pas soutenu le régime, qui a programmé de tels crimes et les a finalement commis. Il l'a combattu. Et il peut dire qu'il n'était pas là à ce moment-là. »

« Puis il avoue une culpabilité qu'il ne doit pas supporter lui-même et il demande pardon, ce dont il n'a pas besoin. Puis il s’agenouille pour l'Allemagne. Mais le voulait-il ? Se voyait-il en ce moment comme le représentant de ceux qui l'accusaient depuis longtemps de trahison ? A-t-il tout planifié ? »

Hermann Schreiber explique donc dans ces propos, que Willy Brandt a vraiment fait cela au nom de son peuple, et l'histoire de ce dernier et non pas au nom de sa propre personne puisqu'il n'a jamais participé aux idées nazies. Il est donc conscient qu'il était nécessaire d'admettre la souffrance qu'a connu le peuple polonais.
Le geste de Willy Brandt est passé sous silence dans la Pologne communiste comme en RDA. Les hôtes du chancelier allemand ne sont pas prêts à pardonner. Ils ne veulent pas non plus donner un écho à un geste qui remet en cause leur vulgate « du mauvais Allemand ».
Mais ailleurs, la photo du chancelier allemand s'agenouillant devant le mémorial des victimes du ghetto fait le tour du monde. Le magazine américain Time fait de Willy Brandt en 1970 « The man of the year ».

## Postérité artistique
Environ 150 mètres au nord-ouest du monument et la construction du Musée de l'Histoire des Juifs polonais visibles à partir de là, le Kniefall a été érigé en 2000, un monument de brique avec une plaque de bronze de Wiktoria Czechowska Antoniewska. La zone autour de ce monument est maintenant officiellement appelée Skwer Willy'ego Brandta (Willy-Brandt-Platz, en allemand et Place Willy Brandt, en français).
Le compositeur Gerhard Rosenfeld a créé un opéra Kniefall à Varsovie à propos de Willy Brandt (livret de Philipp Kochheim, première en 1997 à Dortmund).
Une pièce de 2 euros commémorative consacré au 50e anniversaire de la génuflexion de Willy Brandt ayant pour thème « 50 ans de la Génuflexion de Willy Brandt à Varsovie » est disponible depuis le 8 octobre 2020. Émise à 30 millions d'exemplaires, la conception du champ de l'avers de ladite pièce montre le moment où le chancelier allemand est agenouillé, comme un geste d'humilité, devant le mémorial aux héros du ghetto de Varsovie après avoir déposé une gerbe de fleurs. Cette pièce est frappée par les 5 ateliers d'Allemagne.